# Ређело
Ређело (итал. Reggello) је насеље у Италији у округу Фиренца, региону Тоскана.
Према процени из 2011. у насељу је живело 3729 становника. Насеље се налази на надморској висини од 365 м.

## Становништво
Према резултатима пописа становништва 2011. у општини је живело 16.076 становника.
| 2011.  |
| ------ |
| 16.076 |